# 立花英裕
立花 英裕（たちばな ひでひろ、1949年 - 2021年8月16日）は、日本のフランス文学者。早稲田大学名誉教授。フランス語圏カリブ文学、ハイチ文学、クレオール論などを専攻。

## 来歴
1973年、東京大学文学部フランス語フランス文学科卒業。丸紅株式会社勤務を経て、1982年、早稲田大学大学院文学研究科仏文専攻博士課程単位取得満期退学、1985年、パリ第3大学DEA取得。
1988年、早稲田大学法学部専任講師、1991年、同学部助教授、1997年、早稲田大学法学学術院教授、2019年、早稲田大学名誉教授。
2001年5月、フランス政府教育功労章受章。2009年、ケベック州政府アメリカ地域フランス語功労章受章。

## 論文
- 立花英裕「ハイチ社会の多重構造と文学の前衛性」『人文論集』第45巻、早稲田大学法学会、2007年2月20日、105-119頁、NAID 120000785247。

## 共編著
- 『フランス語会話周遊券（シリーズ旅の30フレーズ）』Ch.ロバンー佐藤共著、三修社、1992年
- 『メルシー教授のフランス語レッスン』グループ・ユイキ共著、三修社、1994年
- 『フランス語ミニフレーズ35 機内で覚えて現地で使える』Ch.ロバンー佐藤共著、三修社、1997年
- 『気持ちを伝えるフランス語』 Ch.ロバン=佐藤共著、三修社、2005年
- 『21世紀の知識人 フランス、東アジア、そして世界』石崎晴己共編、藤原書店、2009年

### 翻訳
- フリオ・コルタサル『海に投げこまれた瓶 短篇集』鼓直共訳、白水社、1990年
- ベルナール＝アンリ・レヴィ『危険な純粋さ』紀伊国屋書店、1996年
- 『月光浴 ハイチ短篇集』フランケチエンヌ他著・星埜守之共編・澤田直ほか訳、国書刊行会、2003年
- ジェラール・ブシャール『ケベックの生成と「新世界」 「ネイション」と「アイデンティティ」をめぐる比較史』竹中豊、丹羽卓監修・柴田道子、北原ルミ、古地順一郎共訳、彩流社、2007年
- ミシェル・ヴィノック『知識人の時代 バレス/ジッド/サルトル』塚原史、築山和也、久保昭博共訳、紀伊國屋書店、2007年
- フランソワーズ・ヴェルジェス『ニグロとして生きる エメ・セゼールとの対話』中村隆之共訳、法政大学出版局、2011年
- ダニー・ラフェリエール『ハイチ震災日記 私のまわりのすべてが揺れる』藤原書店、2011年
- ピエール・ブルデュー『国家貴族 エリート教育と支配階級の再生産』藤原書店、2012年
- ダニー・ラフェリエール『ニグロと疲れないでセックスする方法』藤原書店、2012年
- ダニー・ラフェリエール『吾輩は日本作家である』藤原書店、2014年
- ルネ・ドゥペストル『ハイチ女へのハレルヤ』立花英裕、後藤美和子、中野茂共訳、水声社、2018年
- ダニー・ラフェリエール『エロシマ』藤原書店、2018年